# Irma Junnilainen
Irma Junnilainen (* 27. Juni 1951 in Oulu) ist eine finnische Schauspielerin.

## Leben
Irma Junnilainen ist eine sein Mitte der 1970er Jahre tätige Schauspielerin. Sie wirkte von 1975 bis 2010 in fast 40 Film- und Fernsehproduktionen mit. So war sie unter anderem in Für einen Menschen nicht übel, Tatjana – Take Care Of Your Scarf und Komplizinnen aus Angst zu sehen. Ihren größten Erfolg hatte sie in dem 1991 und von Timo Linnasalo inszenierten Drama Viiva Vinita. In diesem spielte sie die betrunkene Lotta, die in einem Restaurant über ihr Leben monologisiert. Für ihre Darstellung wurde sie ein Jahr später als Beste Hauptdarstellerin mit dem finnischen Filmpreis Jussi ausgezeichnet. Bekanntheit erlangte sie unter anderem für Leea Klemolas Stück Seksuaali.

## Filmografie (Auswahl)
- 1977: Für einen Menschen nicht übel (Aika hyvä ihmiseksi)
- 1994: Tatjana – Take Care Of Your Scarf (Pidä huivista kiinni, Tatjana )
- 1991: Viiva Vinita
- 2000: Komplizinnen aus Angst (Pelon maantiede)